# 十寸見河東
十寸見 河東（ますみ かとう）は、河東節の家元の名跡。現在は長らく途絶えていて十寸見会が名跡の管理を行なっている。墓所は大田区海岸寺。

## 初代
（貞享元年（1684年） - 享保10年7月20日（1725年8月27日））本名は伊藤藤十郎。号は酒好きだったために「手欄干」。
江戸日本橋品川町の魚商天満屋藤左衛門の子。家業そっちのけで音曲にのめりこみ家業天満屋を潰した後、江戸半太夫に入門。
1717年の春に江戸市村座にて独学で自作した「松の内」を演じる。この頃から江戸太夫河東と称した。このころから河東節を成立される。ただし当時は半太夫節と呼ばれていた。その後半太夫と不和になり河東節を一派を創始したとされる。
門弟から初代山彦源四郎や初代河丈（後の2代目河東）、夕丈（後の2代目江戸太夫藤十郎）等名人を輩出した。
没日は7月21日とも。
通称を「天満屋藤十郎」。

## 2代目
（生年不詳 - 享保19年3月5日（1734年4月8日））
江戸新吉原の下駄商庄右衛門。初代の高弟の門弟で河常が初代河丈を経て1728年に十寸見河東を相続。

## 3代目
（生年不詳 - 延享2年7月21日（1745年8月18日））
江戸下谷の菓子商前川屋宇平次。2代目の門弟で河洲が2代目没後3代目河東を襲名。

## 4代目
（生年不詳 - 明和8年11月15日（1771年12月20日））
3代目の甥が2代目河洲から1745年に家元を相続し4代目河東を襲名。通称を傳之助。
2代目河丈が一時「河東」を4代目で相続したが三味線の名手で代々の河東の相三味線だった4代目山彦源四郎や他関係者が認めなかったため代数として外されている。
「助六」の作として知られる。

## 5代目
（生年不詳 - 安永5年3月13日（1776年4月30日））号は東雲。
江戸本郷の薪屋平四郎。3代目の門弟。沙洲が5代目河東を襲名。

## 6代目
（享保12年（1727年） - 寛政8年1月21日（1796年2月29日））
江戸浅草の飴屋忠次郎。3代目の門弟。蘭爾が1776年に6代目河東を襲名。あだ名を「黒河東」。

## 7代目
（宝暦12年（1762年） - 文政8年11月24日（1826年1月2日））
6代目の門弟。蘭爾、3代目沙洲を経て1799年に7代目河東を襲名。1812年に隠居し2代目東雲を名乗る。通称を傳蔵。

## 8代目
（安永9年（1780年） - 文政3年10月26日（1820年12月1日））号は琴斎。
江戸浅草の茶器商伊藤（あるいは大岩）才助。7代目の門弟。東川、東洲を経て4代目沙洲を襲名。死後8代目河東を追贈される。

## 9代目
（文化4年（1807年） - 明治4年3月20日（1871年5月9日））本名は伊藤金次郎。号は可慶。
越後の生まれ、最初は4代目山彦蘭示、3代目山彦秀次郎、2代目山彦紫存、2代目東觚、可慶、5代目十寸見河丈となる。死後に9代目河東を追贈される。
作曲に「葵の上」「花くらべ」。

## 10代目
（生年不詳 - 大正2年（1913年）11月25日）
11代目河東（後の秀翁）の妻。死後に10代目河東を追贈されるも異論反対もある。生前の名は十寸見夕丈。

## 11代目
（天保12年（1841年） - 大正8年（1919年）4月11日）本名は伊藤秀二郎。幼名は九十郎。
9代目河東の子。山彦秀示、4代目山彦源四郎を経て11代目河東を襲名。後隠居し山彦秀翁を名乗る。